# Galáxia Anã de Grus I
A Galáxia Anã de Grus I é uma galáxia satélite da Via Láctea e faz parte do Grupo Local. Foi descoberta no ano de 2015, através dos dados obtidos pelo The Dark Energy Survey. Encontra-se na constelação de Grus, localizada a 120 kpc da Terra. É classificada como uma galáxia anã esferoidal (dSph) o que significa que ela tem uma forma aproximadamente arredondada.